# Il potere della spada (romanzo)
Il potere della spada è un romanzo d'avventura di Wilbur Smith.

## Trama
Il romanzo è il seguito de La spiaggia infuocata e racconta le vicissitudini di Centaine De Thiry-Courtney e le vite parallele dei suoi due figli Michel "Shasa" Courtney e Manfred de La Rey, inconsapevoli del legame che li lega e posti agli antipodi. Nel corso del romanzo si vede come attorno a loro ruotano le vite di altri personaggi e come nella narrazione si fa largo lo spaccato di un paese, il Sudafrica, nel corso della sua continua evoluzione. Dalle torride distese del Kalahari fin dentro i meandri delle viscere della terra per arrivare alle aule di tribunale, alle porte di Berlino nel '36, passando per sotterfugi, tradimenti, amori e inganni, due uomini, due vite, due destini intrecciati nel segno del pericolo e dell'avventura.
Dopo la scoperta della miniera H'ani Centaine è diventata una donna ricca e potente, e con le sue capacità imprenditoriali ha creato un piccolo e florido impero economico destinato ad espandersi, vive con il figlio Shasa nella tenuta di famiglia dei Courtney, insieme al nonno Garrick e a sua moglie Anna. Durante la Grande depressione i suoi affari la portano ad incontrare di nuovo l'uomo che un tempo amava: Lothar de La Rey. Centaine rileva i debiti della ditta di Lothar ormai in fallimento e l'uomo le giura vendetta. Dopo aver rimediato armi e cavalli, lui accompagnato dal piccolo Manfred (figlio avuto da Centaine, ma da lei mai voluto né amato) e l'amico Swart Hendrik parte per tentare di rapinare il prossimo carico di diamanti della miniera H'ani. Durante il tragitto Manfred conosce e si affeziona alla piccola orfana Sara Baxter ma, non potendo portarla con loro, la affida alle cure della cugina Trudy e del marito Tromp, reverendo calvinista di una comunità olandese Afrikaneer. Dopo la rapina, in cui Lothar viene catturato dal Ten. Colonnello Blaine Malcomess, Manfred torna dai Bierman che lo accolgono come un figlio, mentre Swart torna alla sua tribù e dal fratellastro Moses Gama. La vita di Centaine è stravolta: nonostante la cattura di Lothar, non hanno recuperato i diamanti e ora è sull'orlo del fallimento, il futuro del figlio diventa incerto e teme che la sua relazione con Blaine, già difficoltosa perché lui è sposato, si incrini a causa della perdita dei suoi averi e della sua posizione sociale. In aiuto di Centaine arrivano le vicissitudini storiche: il Sudafrica abbandona la parità aurea e le miniere tornano a fruttare. 
Il libro prosegue mostrando i due lati delle popolazioni bianche africane: da un lato Shasa che frequenta un prestigioso college inglese a Città del Capo, cimentandosi nel polo; dall'altro Manfred, nella facoltà di legge di Stellenbosh, caposaldo della cultura afrikaneer, dove si cimenta nella boxe e si lascia affascinare dalle idee nazionaliste e dal vento che arriva dalla Germania nazista. Entrambi i ragazzi verranno selezionati per le Olimpiadi di Berlino, dove, sullo sfondo della tesa situazione europea, Shasa dovrà fare i conti con l'amore appena sbocciato per Tara Malcomess, figlia di Blaine, ragazza fiera e dalla spiccata coscienza politica comunista; mentre Manfred conosce Heidi Klum, all'apparenza il prototipo dell'ariana perfetta che ammalia Manfred fino a farsi sposare, ma anche agente del governo il quale vede in Manfred un'ottima pedina nel gioco della futura vita politica africana. Manfred rimane a Berlino per terminare gli studi, ma presto si darà allo spionaggio internazionale e sarà parte attiva nel tentativo di rovesciare il governo sudafricano, Shasa invece combatte nella seconda guerra mondiale, assieme al fraterno amico David, tornando a casa dopo una seria ferita di guerra. Ormai impossibilitato ad avere parte attiva in combattimento, Shasa prende le redini delle aziende di famiglia ma prosegue la carriera militare come aiutante di Blaine, ormai vedovo e compagno ufficiale della madre. Manfred ritorna a casa per una missione avuta dall'OB, associazione nazionalista di cui è il braccio armato segreto, e ritrova Sara ormai sposata con il suo ex compagno di università, Roelf, e madre di tre bambini, senza sospettare che uno di loro sia in realtà suo e che la ragazza ormai lo odia. Sara, ascoltando i discorsi del marito e di Manfred scopre le loro scorribande per racimolare armi e denaro per la rivoluzione imminente e avvisa le autorità del prossimo assassinio del presidente sudafricano Jan Smuts ad opera di "Spada Bianca" (nome in codice di Manfred). L'attentato fallisce, in quanto Manfred uccide per errore sir Garrick Courtney anziché il presidente Smuts, inoltre i membri dell'OB vengono incarcerati, tranne Manfred che si rifugia da Swart Hendrick e convince l'uomo ad accompagnarlo nel deserto, per recuperare i diamanti rubati nascosti dal padre. Manfred riesce così a riparare in Portogallo, dove attende la fine della guerra. Dopo essersi ricongiunto con Heidi e aver conosciuto finalmente il loro bambino, il piccolo Lothar, i tre tornano in Sudafrica, dove Manfred torna a tutti gli effetti come avvocato ed ex pugile olimpionico, dato che nessuno ha scoperto la sua doppia vita. Qui si apre un altro capitolo delle vite sia di Manfred che di Shasa, entrambi candidati al parlamento, uno per il fronte nazionalista e l'altro per i conservatori. La vittoria dei nazionalisti nel 1948 aprirà le porte per la politica dell'apartheid (tema che sarà affrontato nel libro successivo). Un altro filone affrontato nel libro è la condizione dei neri, vista attraverso le difficili vite di Swart Hendrick e di Moses Gama che diventano prima minatori e poi promotori del sindacato dei lavoratori neri, uno spinto dalla cupidigia e l'altro dalla sete di potere e dal desiderio di affrancare il suo popolo dalla schiavitù dei bianchi.

## Edizioni
- Wilbur Smith, Il potere della spada, traduzione di Carlo Brera, collana TEA, Longanesi, 1987,  p. 714, ISBN 88-7819-601-0.

- Wilbur Smith, Il potere della spada, traduzione di Carlo Brera, Oscar Bestsellers, Arnoldo Mondadori Editore, 1989,  p. 700.

- Wilbur Smith, Il potere della spada, traduzione di Carlo Brera, Teadue, TEA, 1994,  p. 700, ISBN 9788878196018.

- Wilbur Smith, Il potere della spada, traduzione di Carlo Brera, HarperCollins, 16 luglio 2020, ISBN 9788869057755.